# Benny Moten
Clarence Lemont 'Benny' Moten (* 30. November 1916 in New York; † 27. März 1977) war ein US-amerikanischer Jazzbassist.

## Leben und Wirken
Moten spielte zunächst 1941 bei Hot Lips Page und Jerry Jerome, dann von 1942 bis 1949 bei Henry Red Allen und Eddie South. In den 1950er Jahren arbeitete er bei Stuff Smith, Ivory Joe Hunter, Arnett Cobb und bei Ella Fitzgerald und Wilbur De Paris. Im darauffolgenden Jahrzehnt war er bei Buster Bailey, Dakota Staton, Roy Eldridge und später wieder bei Red Allen beschäftigt. Er nahm auch mit Rosetta Tharpe und J. C. Higginbotham auf.